# El misterio de la creación artística
El misterio de la creación artística es una conferencia pronunciada por el escritor austriaco Stefan Zweig en Buenos Aires, en 1938 y después recogida en un libro titulado Tiempo y mundo. Impresiones y ensayos (1904-1940).
En español ha sido publicado por la editorial Sequitur junto a un ensayo sobre Rodin y algunas cartas bajo el título "El misterio de la creación artística.

## Contenido
Stefan Zweig pronunció una serie de diez conferencias en ciudades latinoamericanas como Montevideo, Buenos Aires, Río de Janeiro, Córdoba, etc. algunas ante 1500 personas, de las que se conservan ejemplos como este.
Recientemente se ha reeditado esta conferencia junto a otros textos en un libro homónimo.

En el discurso, Zweig trata de explicar qué es una obra de arte, cómo llega su autor a idear y ejecutar su creación y cuál es el proceso interior que experimenta el artista, esto desde el punto de vista de un magnífico creador, el propio Stefan Zweig.